# Marit Clausen
Marit Clausen (Ranheim, 25 giugno 1996) è una calciatrice norvegese, attaccante del Kolbotn.